# Berliner Amnesietest
Der Berliner Amnesietest (BAT) ist ein standardisierter neuropsychologischer Test zur Prüfung von Gedächtnisleistungen. Mit seiner Hilfe lässt sich feststellen, ob eine Störung des Gedächtnisses für neue Lerninhalte vorliegt. Synonyme Bezeichnungen sind Gedächtnisstörung, mnestische Defizite, anterograde Amnesie oder Störung des Kurzzeitgedächtnisses, wobei der Begriff Kurzzeitgedächtnis nicht mit dem Begriff Arbeitsgedächtnis oder Kurzzeitgedächtnisspanne verwechselt werden darf. Gedächtnisstörungen gehören zu den häufigsten Symptomen bei zerebralen neurologischen Erkrankungen und bei vielen psychiatrischen Erkrankungen. Schwere und persistierende Gedächtnisstörungen werden als amnestisches Syndrom bezeichnet.
Der BAT ist für Jugendliche und Erwachsene im Alter von 13 bis 65 Jahre normiert. Zum Nachweis seiner Gültigkeit (Validität) wurden zahlreiche Patientengruppen untersucht, unter anderem Patienten mit Korsakow-Syndrom, Demenz im Anfangsstadium, Hypoxie, Schädel-Hirn-Trauma, zerebrovaskulären Erkrankungen und Alkoholabhängigkeit. Zur Auswertung des Tests stehen Normwertskalen für alle Untertests sowie für vier validierte Gesamtskalen dem Anwender zur Verfügung. Die zusätzlichen Skalen sind: 1. der Amnesiescore, mit dem man entscheiden kann, ob eine Gedächtnisstörung vorliegt und wie schwer sie ist. 2. ein Verbalscore und ein Figuralscore, mit denen man verbale und figural-räumliche Gedächtnisstörungen getrennt erfassen kann. Und 3. die Skala Amnesisches Syndrom, mit der ein amnestisches Syndrom (häufig auch als Korsakow-Syndrom bezeichnet) von anderen Gedächtnisstörungen unterschieden werden kann.
In einer Studie konnte nachgewiesen werden, dass verbale Gedächtnisstörungen mit links hemisphäriellen Läsionen und figural - räumliche Gedächtnisstörungen mit rechts hemisphäriellen Läsionen hoch korrelieren. In einer weiteren Studie wurde u. a. eine Kurzform des Testes für die Diagnostik eines amnestischen Syndroms abgeleitet. Die neue Auflage des BAT enthält alle diese Anwendungserweiterungen.
Da die Handauswertung des Tests recht aufwendig ist, empfiehlt es sich, das dafür entwickelte Computerprogramm zu verwenden.

## Durchführung
Laut Handanweisung besteht der Test aus den folgenden insgesamt 8 Untertests, die je nach Anwendungszweck jedoch nicht immer alle durchgeführt werden müssen:
| 1  | (Free) Recall, unstrukturiert |
|    | Der Proband soll sich 20 einfache Substantive in drei Minuten einprägen und danach wieder frei erinnern, wobei es auf die Reihenfolge der Wörter nicht ankommt. |
| 2  | Semantische Interferenz |
|    | Der Proband bekommt einen Text vorgelegt. Diesen soll er einmal gründlich lesen, den Inhalt des Textes erfassen und dabei alle Wörter unterstreichen, die in der Liste von Untertest 1 vorkamen. |
| 3  | “Recognition und proaktive Interferenz” |
|    | Dem Probanden wird eine weitere Wortliste mit 15 einfachen Substantiven zweimal zum Einprägen vorgelegt. Danach werden ihm nacheinander Wörter gezeigt und er muss entscheiden, welches von den Wörtern in der Lernliste enthalten war und welches nicht. Neben neuen Wörtern enthält die Testliste nicht nur die Wörter der 2. Lernliste, sondern auch die von Untertest 1. Es wird geprüft, wie viel Wörter der zweiten Lernliste richtig wiedererkannt und wie viel Wörter aus der ersten Lernliste fälschlicherweise angegeben worden sind (proaktive Interferenz).                  |
| 4  | Musterrecognition |
|    | Der Proband bekommt je eine Lernkarte mit einem Muster aus schwarzen Quadraten gezeigt. Die Präsentationsdauer beträgt fünf Sekunden. Anschließend wird die Karte mit einer anderen Karte (Reconition-Karte) abgedeckt, die drei ähnliche Muster und das vorgelegte Muster enthält. Der Proband soll das Zielmuster zeigen. Insgesamt werden zehn unterschiedliche Lernkarten präsentiert. |
| 5  | Kurzzeitgedächtnis-Spanne |
|    | Vom Versuchsleiter werden Ziffernfolgen vorgesprochen. Der Proband soll aufmerksam zuhören und die Ziffern in der richtigen Reihenfolge wiederholen, unmittelbar nachdem der Versuchsleiter sie vorgesprochen hat. Die ersten beiden Ziffernfolgen enthalten drei Ziffern. Wird eine Ziffernfolge mit k Ziffern richtig nachgesprochen, so erfolgt der nächste Versuch mit Ziffernfolgen der Länge k+1. Kann keine der beiden Ziffernfolgen korrekt wiederholt werden, wird der Untertest beendet. Als Rohwert wird die Anzahl der Ziffern der längsten erinnerten Ziffernfolge notiert. |
| 6  | Musterrecall |
|    | Es werden wieder die 10 Karten aus Untertest 4 gezeigt. Die Präsentationsdauer für eine Karte beträgt 5 Sekunden. Unmittelbar im Anschluss an die Präsentation der jeweiligen Karte soll der Proband das Muster aus dem Gedächtnis mit quadratischen Steinen nachbauen. |
| 7A | „Recall assoziierbarer Muster“ |
|    | Der Proband bekommt nacheinander 10 Karten mit einfachen geometrischen Strichzeichnungen gezeigt. Jede Karte wird 5 Sekunden lang gezeigt. Der Proband soll unmittelbar nach der Präsentation das Muster möglichst genau nachzeichnen. Ausgewertet wird nach einem vorgegebenen Auswertungsschema, welches Form, Winkel und Proportionen der Striche zueinander berücksichtigt. |
| 7B | „Recall nach Distractor“ |
|    | Alle Vorlagen aus Untertest 7A werden noch einmal 3 Minuten lang zusammen gezeigt. Danach soll der Proband zur Ablenkung eine Minute lang in zweier Schritten bei 100 beginnend rückwärts zählen. Anschließend soll er alle Figuren, an die er sich erinnern kann, noch einmal aus dem Gedächtnis zeichnen. |
| 8  | „Recall bei semantischer Struktur“ |
|    | Dieser Untertest entspricht genau dem 1. Untertest mit einem Unterschied, die 20 Substantive, die sich der Proband einprägen soll, bestehen diesmal aus fünf Gruppen von Wörtern, die jeweils einen gemeinsamen Oberbegriff (z. B. Tiere oder Berufe) haben. Wie im Untertest 1 sollen die Wörter im Anschluss an die Lernphase frei erinnert werden. Es wird geprüft, ob der Proband die semantische Struktur nutzen kann, so wie es Gesunde tun. |